# Clochimont
Clochimont est un hameau de la commune belge de Vaux-sur-Sûre situé en Région wallonne dans la province de Luxembourg.
Avant la fusion des communes de 1977, le hameau faisait partie de la commune de Hompré.

## Situation
Ce hameau d'Ardenne se situe entre les localités d'Assenois, Salvacourt, Hompré, Remichampagne et Sibret. L'autoroute E25 passe à environ 1 kilomètre au nord-ouest du hameau.

## Description
Hameau à vocation agricole entouré de grandes prairies et de bosquets, Clochimont possède plusieurs anciennes fermes et fermettes. Il est implanté dans un vallon naissant bien protégé des vents par une colline culminant à 520 m.
Aucun édifice religieux n'est recensé dans le hameau.